# Han Song-yi
 Han Song-yi, född 1456, död 1474, var en koreansk drottning, gift med kung Seongjong av Joseon. 
Vigseln ägde rum 1467. Hon blev drottning 1469. Hon var sjuklig och paret fick inga barn, varför maken anskaffade ett stort antal konkubiner, som hon ska ha behandlat med stor omtanke och tolerans och själv klätt inför möten med maken.